# خريخر (حريضة)
'

تعديل مصدري - تعديل

خريخر هي إحدى قرى عزلة حريضة بمديرية حريضة التابعة لمحافظة حضرموت، بلغ تعداد سكانها 465 نسمة حسب تعداد اليمن لعام 2004.